# Architecture ecclésiastique

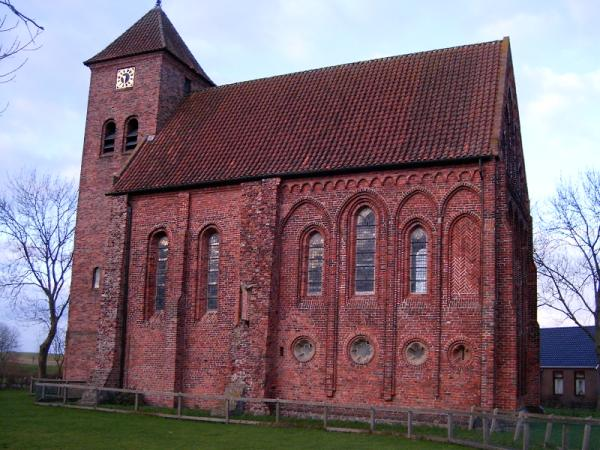
L'église de Termunterzijl au nord des Pays-Bas érigée il y a 800 ans

L'architecture ecclésiastique se réfère à l'architecture de bâtiments religieux chrétiens. Elle a évolué en plus de deux mille ans de chrétienté, en partie par innovation et en partie par imitation d'autres styles architecturaux, mais aussi en répondant aux changements de croyances, aux pratiques et aux traditions locales. Les influences à la fois théologiques et pratiques sur l'architecture religieuse se sont inspirées des bâtiments païens ou séculiers ainsi que ceux des autres fois. Les bâtiments ont d'abord été adaptés de ceux originellement prévus pour d'autres programmes, puis, avec la montée d'une architecture ecclésiastique spécifique, les bâtiments chrétiens vinrent à influencer les bâtiments séculiers qui ont souvent emprunté à l'architecture religieuse. Au XXe siècle l'utilisation de nouveaux matériaux comme le béton, ainsi que le goût pour des styles plus dépouillés eurent non seulement un impact sur la conception des églises, mais on peut aussi affirmer que l'architecture religieuse cesse alors d'être un modèle et se laisse influencer par d'autres types de constructions emblématiques.

## Les origines
L'histoire de l'architecture ecclésiastique se divise elle-même en périodes, mais aussi géographiquement entre pays ou régions, ou par affiliation religieuse. Elle est aussi complexifiée par le fait que les bâtiments construits pour un programme peuvent avoir été réaffectés à un autre usage et que les nouvelles techniques de construction peuvent permettre des changements stylistiques et de proportions.
La première période est celle durant laquelle la foi chrétienne était interdite et, en principe, les églises en tant que bâtiments n'existaient pas. Au tout début les chrétiens priaient Dieu au côté des Juifs dans les synagogues ou dans des maisons privées. Après la distinction entre juifs et chrétiens, ceux-ci continuèrent à célébrer leurs rites dans des maisons particulières. Quelques-unes d'entre elles se trouvaient au dernier étage d'immeuble de plusieurs niveaux, d'autres étaient des cours couvertes. Une des premières de ces résidences transformées se trouve à Doura Europos, construite peu après l'an 200 apr. J.-C., où deux pièces furent réunies en abattant une cloison et où un dais fut tendu. À droite de l'entrée une petite pièce servait de baptistère.

## Les débuts de la chrétienté
Pendant la période de persécution des chrétiens par les Romains, la plupart des offices se passait en privé dans les foyers. Avec la victoire de l'empereur romain Constantin lors de la bataille du pont Milvius en 312 apr. J.-C., la chrétienté devint une religion légale et même la religion privilégiée de l'Empire romain. La foi, déjà largement répandue autour de la Méditerranée, s'exprima alors pleinement dans ses bâtiments. Son architecture était faite pour correspondre aux formes civiques et impériales, ainsi les basiliques, de vastes halles rectangulaires faites pour se réunir, devinrent le modèle général des églises en occident et en orient, avec une nef et des bas-côtés et parfois une tribune et un triforium. Les basiliques païennes se concentraient autour de la figure de l'empereur, les basiliques chrétiennes remplacent l'empereur par leur Dieu, roi des cieux. À l'extrémité orientale était placé l'autel derrière lequel, dans l'abside, s'asseyaient l'évêque et ses ministres.
Une deuxième phase fut la reconfiguration de la basilique pour arriver à des églises-porches, des Vollwestwerk (selon la terminologie des chercheurs allemands qui prévaut). La légalisation de la foi rendit possible les pèlerinages vers la Terre sainte, et en particulier vers Jérusalem. Plus tard fut développé un rite de service pendant la Semaine sainte, suivant la dernière semaine de la vie du christ culminant avec le chemin de croix, parfois appelé Via Dolorosa depuis la place du procès jusqu'au Golgotha, le lieu des crucifixions. À l'endroit présumé du calvaire du Christ, l'église du Saint-Sépulcre fut construite. Dans sa partie orientale se trouve l'endroit présumé du tombeau du Christ, dans la partie occidentale se trouve le lieu de la crucifixion. La procession devait se terminer avec la montée des marches une à une par les pèlerins depuis la partie ouest de l'église jusqu'à la place de la crucifixion, puis se retirait de l'autre côté. Deux escaliers étaient soutenus par deux tours jumelles, ceci devint alors nécessaire pour cette forme de rituel. Ce modèle fut largement imité, ainsi la présence de deux tours jumelles occidentales se retrouve dans énormément d'églises et de cathédrales en Europe, notamment dans l'abbaye de Westminster à Londres, même si l'intérêt des tours dans le rituel ne se justifie plus depuis longtemps.
Cette période a été témoin de la division de l'empire au IVe siècle et de son effondrement. Orient et Occident, Rome et Byzance (le nom de Constantinople, aujourd'hui Istanbul) allèrent alors chacun de leur côté. La séparation définitive fut le Grand Schisme de 1054, mais les divergences avaient commencé bien avant. Les églises orthodoxes furent souvent modelées, concernant leur plan, sur la croix grecque — une croix aux branches de même longueur. Leur intérieur étaient fortement marqués par l'iconostase, un écran sur lequel étaient suspendus des images sacrées et qui séparait l'autel du corps de l'église.

## Le Moyen Âge en Europe occidentale
La participation au rituel qui avait conduit aux églises à porche ou à narthex, commença à décliner à mesure que l'église institutionnalise le clergé. Le développement des églises monastiques transforma aussi cette architecture religieuse. L'église scindée en deux espaces devint la norme en Europe. Le premier espace, la nef, accueillait les fidèles, le deuxième, le sanctuaire, était réservé au clergé et était l'endroit où la messe était célébrée. Celle-ci ne pouvait être entr'aperçue qu'à travers les arches séparant les deux espaces, à distance, par les fidèles. L'élévation de l'hostie, pain de la communion, devint le moment crucial de la cérémonie. Le latin étant la langue de la liturgie, les fidèles se satisfaisaient de leurs propres dévotions jusqu'au moment de la communion (parce que les vues étaient difficiles, certaines églises avaient des trous stratégiquement disposés dans les murs et l'iconostase, des lorgnettes par lesquelles l'élévation pouvait être devinée depuis la nef). Encore une fois, à cause du double principe qui voulait que chaque prêtre dût célébrer une messe quotidiennement et que l'autel ne devait être utilisé qu'une seule fois par jour, on eut besoin dans les communautés religieuses d'un grand nombre d'autels pour lesquels de l'espace dut être trouvé, et finalement à l'intérieur même des églises monastiques.
À l'écart des changements de la liturgie, l'autre influence majeure sur l'architecture ecclésiastique fut l'emploi de nouveaux matériaux et le développement de nouvelles techniques. Au nord de l'Europe, les premières églises furent souvent construites en bois, et pour cette raison ont rarement survécu jusqu'à notre époque. Avec l'utilisation plus largement répandue de la pierre par les moines bénédictins aux xe et XIe siècles, des structures plus importantes furent érigées.
L'église en deux volumes, surtout si c'était une abbaye ou une cathédrale, se dotait de transepts, véritables bras d'une croix, ce qui alors constitua le plan de base de ce type de bâtiment. Celui-ci exprimait sa fonction de façon plus clairement symbolique. Parfois cette croix, devenue dans le programme de l'église le centre de toutes les attentions, pouvait être surmontée de sa propre tour, en plus des deux tours occidentales ou à la place de celles-ci (ces structures fragiles étaient réputées s'écrouler — comme à Ely — et devaient souvent être reconstruites). Les sanctuaires, devenus l'espace où les moines ou les chanoines chantaient lors des offices, s'agrandirent et devinrent le chœurs, séparés de la nef par une cloison. Les fonctions pratiques et le symbolisme furent à l'œuvre ensemble dans le processus de transformation progressive des lieux de culte.

### Angleterre
En Angleterre, l'architecture saxonne se maintient en quelques endroits, mais avec la conquête normande les nouvelles églises romanes, souvent qualifiées d'architecture normande, devinrent de plus en plus la règle. Elles sont massives par rapport à l'espace qu'elles contiennent et leurs murs sont percés de fenêtres à arches semi-circulaires. La voûte interne reprenait la même forme d'arche. Les toits, fragiles, étaient rarement très larges, cependant certains de ces édifices étaient spacieux et d'une extraordinaire beauté. L'abbaye de Sainte-Marie-Madeleine à Vézelay en Bourgogne et la cathédrale de Durham en Angleterre sont deux exemples très différents de cette forme architecturale.
Le stade suivant résulte de la mobilité des maîtres maçons dont c'était l'œuvre. Ils suivaient les Croisades et construisaient leurs propres églises en Terre sainte, et notamment l'église de Sainte-Anne à Jérusalem. Cependant ils remarquèrent aussi que l'architecture musulmane locale déployait des arches plus flexibles sur deux appuis, appelées par la suite arc gothique. Ces arches semi-circulaires étaient lourdes et malgré cela il en résultait une faiblesse quand deux voûtes en berceau se croisaient. L'« arc gothique », lui, était plus solide et pouvait être utilisé pour couvrir des espaces bien plus larges.

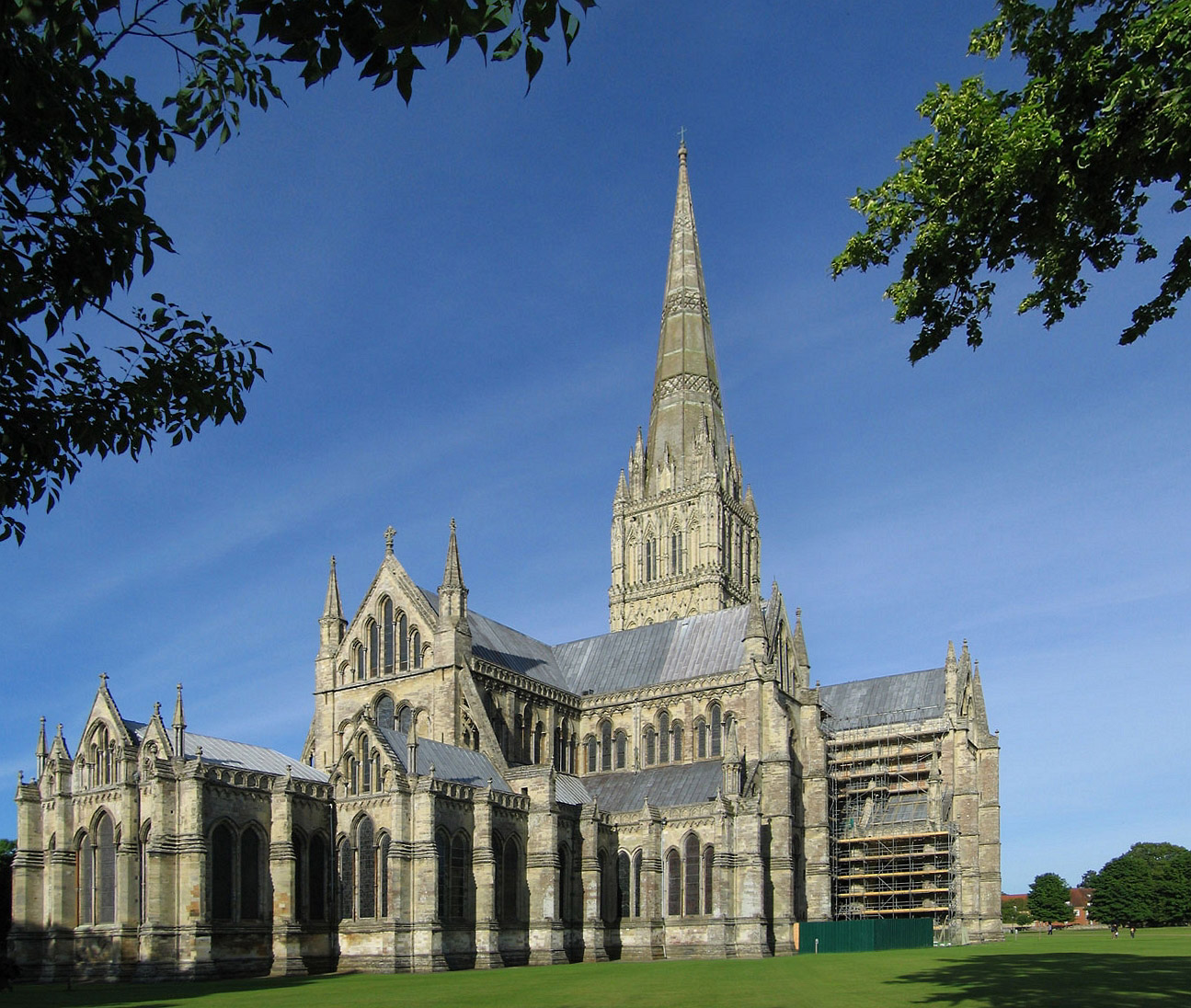
La cathédrale de Salisbury achevée en 1265.

Ensuite ces techniques arrivèrent en Europe, d'abord l'étroite fenêtre lancéolée puis la large arche sur deux appuis, appelée en Angleterre le style anglais précoce avec ses simples nervures en Y. La période est décrite par Pevsner comme allant d'environ 1190 à 1250. Malgré son nom, ce style était plutôt qualifié de style français à un moment donné et on le retrouvait sur toutes les îles britanniques. Un des monuments les plus remarquables de cette époque est la cathédrale de Salisbury.
Jusqu'à la fin du XIIIe siècle des styles aux nervures plus audacieusement surchargées furent tentés - ainsi la fameuse période décorée ou curviligne, allant de 1290 à 1350. Là les ouvertures devinrent plus larges, multipliant le nombre des meneaux (les barreaux verticaux divisant les fenêtres), au-dessus d'elles dans l'arc de la fenêtre, les nervures prenaient des formes stylisées de stylets, de mouchettes, de trilobes et de quadrilobes. Des fenêtres complètement circulaires, des rosaces furent dessinées, incorporant toutes les formes précitées. Des colonnes formant des arcades à l'intérieur des églises de cette période devinrent plus élancées et élégantes, les feuillages des chapiteaux plus fournis.
Finalement, le style perpendiculaire (appelé ainsi à cause des meneaux transverses et montants perpendiculaires) autorisa les fenêtres de grandes dimensions, le plus souvent des vitraux. Ce style-là va de 1350 à 1530. Parfois critiqué comme trop formel, les espaces entre la corniche et l'arc du portail, étaient décorés avec des quadrilobes, etc. Les plafonds en pierres travaillées, utilisant ce qu'on appelle des voûtes en éventail, avaient une grande portée. La chapelle du King's College à Cambridge en est la quintessence. Au même moment, la Lady Chapel de la cathédrale d'Ely avait un plafond en pierre d'une surface de 9 mètres par 24 mètres, utilisant tiercerons et bossages.
La période allant la conquête normande à l'avènement de la Réforme au XVIe siècle vit un développement sans équivalent de l'architecture ecclésiastique. Les murs devinrent plus fins ; les contreforts devinrent des arcs-boutants plus élégants surmontés de pinacles ; des tours souvent surmontées de flèches en pierre, devinrent plus hautes et à l'ornementation plus riche, avec des redents ; les piliers intérieurs devinrent plus élancés, les portées plus grandes ; les toits, auparavant à forte pente pour des questions de stabilité, deviennent plus plats, souvent décorés par des angelots et un bestiaire en bois sculpté ; les surfaces vitrées font disparaître les murs ; les ciselures décoratives s'entremêlent plus librement ; les figures se multiplient, particulièrement sur les façades ouest des cathédrales et des abbayes. Finalement avec la fin des guerres avec les Français et la fin manifeste de la guerre des Deux-Roses lors du retour d'Édouard IV en 1471, il y eut plus d'argent à contribution ce qui permit de bâtir et d'agrandir les constructions existantes.

## Églises orthodoxes d'Orient

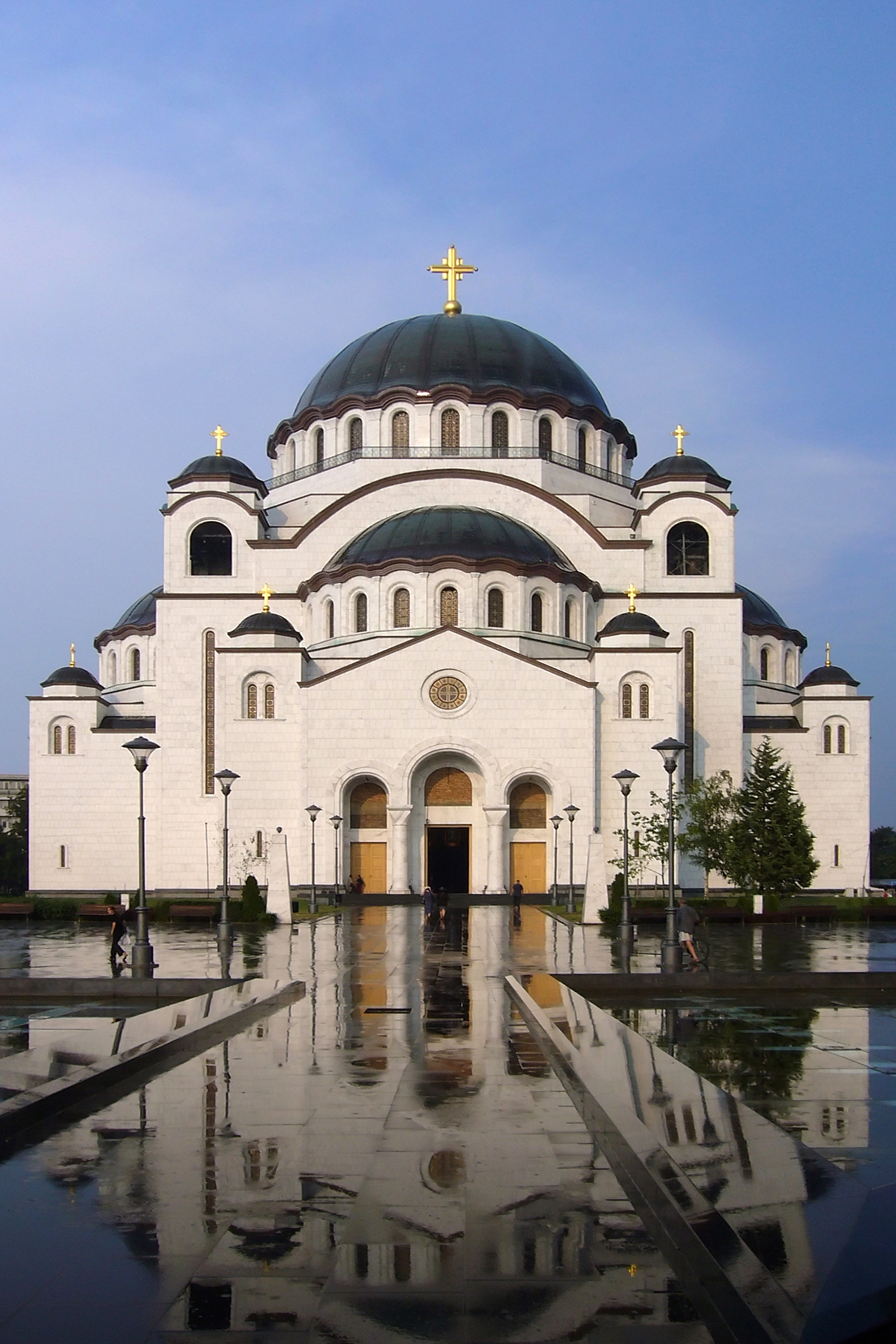
L'église Saint-Sava de Belgrade, inspirée de là basilique Sainte-Sophie.

Les architectures ecclésiastiques orientale et occidentale commencèrent à diverger l'une de l'autre à une époque assez précoce. Tandis que la basilique, une longue halle flanquée de bas-côté et terminée par une abside fut la forme la plus répandue en Occident, un style plus compact et centralisé devint prédominant en Orient (voir architecture byzantine). Ces églises se focalisaient à l'origine sur les tombes des saints morts en martyrs lors des persécutions (qui n'ont entièrement cessé qu'avec la conversion de l'empereur Constantin). Ils copièrent les tombes païennes et les couvraient par un dôme symbolisant le paradis. Le dôme central était souvent entouré par des structures aux quatre points cardinaux donnant un plan cruciforme — ces structures étaient en général elles-mêmes surmontées de tours ou de dômes. Ces bâtiments centralisés et les basiliques étaient parfois associés, comme Sainte-Sophie à Constantinople (aujourd'hui Istanbul). L'extrémité orientale de la basilique permettait l'existence d'une iconostase, écran sur lequel des icônes étaient pendues et dissimulant l'autel aux fidèles sauf au moment de la liturgie où ses vantaux sont ouverts. La forme centralisée a influencé l'architecture islamique comme le dôme du Rocher à Jérusalem et la mosquée des Omeyyades à Damas.

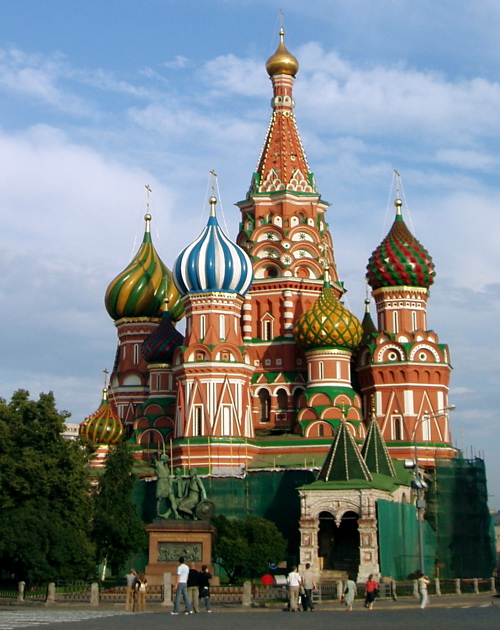
La cathédrale Saint-Basile-le-Bienheureux de Moscou est une des églises orthodoxes les plus connues.

Une variante de l'église centralisée se développa en Russie et devint prééminente au XVIe siècle. Là le dôme était remplacé par un toit — conique ou à arêtes —, plus fin et plus haut qui à l'origine, dit-on, servait à évacuer la neige du toit. Un des exemples les plus remarquables de ces églises à pyramidions est la cathédrale Saint-Basile-le-Bienheureux sur la place Rouge de Moscou.

## La Renaissance
L'arrêt de la construction d'églises dans beaucoup de pays protestants fut un phénomène étranger au monde catholique romain. Au contraire, une nouvelle phase de conception d'églises émergea, appuyée par la culture classique. Autour d'eux, à Rome et ailleurs, gisaient les ruines de  monuments classiques avec leurs colonnes, les entablements et les pignons. Les temples de la Rome païenne allaient servir de modèle à ces nouvelles églises. Celles-ci, au lieu d'avoir des nefs voûtées flanquées de bas-côtés, avaient un plan centralisé.
À mesure que l'intérêt pour l'Antiquité grandissait, les arts prospéraient. Les mécènes enrichis par le commerce finançaient aussi bien les projets laïcs que religieux. Le développement du théâtre et de l'opéra alimenta de même les sources d'inspiration pour l'Église. Si les fidèles étaient devenus des spectateurs passifs, comme c'était le cas, il y avait cependant pour eux quelque chose à regarder. L'acmé de la liturgie était traditionnellement l'élévation de l'hostie lors de la messe. Les dévotions hors de la liturgique comme l'exposition des reliques devinrent plus importantes. Si l'église était une sorte de théâtre, alors le reste du bâtiment pouvait mettre en scène ces objets du culte. Alors que progressivement les éléments d'architecture se marièrent avec des formes de plus en plus excentriques lors du XVIIe siècle et XVIIIe siècle, ce qu'on appellera le Baroque, une nouvelle sorte d'église faite pour permettre des perspectives à distance avec une progression scénique à mesure que l'on progresse le long de l'axe horizontal. La Wallfahrtskirche à Innen en Allemagne est un bon exemple de ce type d'église. Dans l'Asamkirche à Munich, ce procédé atteint des extrêmes que l'on qualifie même de Rococo.

## L'église-auditorium
Au XVIIe siècle, on observe dans toute l'Europe occidentale un retour à l'église mono-espace dans lequel il n'y a pas d'obstacle visuel. Dans les régions protestantes celles-ci étaient assez simples et, parmi les meilleurs exemples architecturalement parlant, citons les églises de Christopher Wren. Elles étaient conçues comme un seul grand espace dans lequel l'autel et la chaire étaient tous les deux visibles. Les églises devaient être suffisamment petites, y compris les tribunes, pour que tout le monde puisse voir ce qui se déroulait. Les chœurs furent supprimés, les jubés furent considérés comme des obstructions inutiles. Les bâtiments avaient trois centres bien déterminés : les fonts baptismaux - à côté du portail, la chaire et l'autel. Dans le rite luthérien, des principes similaires étaient pratiqués. L'idéal du Prinzipalstück consistait en un bâtiment oblong sans chœur et avec un seul espace dans la partie orientale combinant tous les actes liturgiques : le baptême, l'office et la communion. Ces idées, avec des variations, allaient affecter les chapelles non-conformistes du XVIIe siècle en Angleterre. Les tribunes augmentèrent la capacité d'accueil sans réduire la distance entre les fidèles et le prêcheur.

## L'éclectisme gothique
La croissance des villes au XIXe siècle nécessita une conséquente augmentation des bâtiments religieux. Cette période s'intéressa à l'histoire de l'architecture religieuse dans une optique de recherche d'authenticité. Les bâtiments basés sur les modèles classiques furent rejetés, car considérés comme païens. À la place, portant un œil neuf sur les églises médiévales, il a semblé évident que le style gothique était celui à employer. De larges églises, bien trop larges le plus souvent, furent construites en Angleterre en accord avec quelques variations autour de ce renouveau (des bâtiments publics, comme des mairies, mais aussi des stations de pompage, suivirent la même mode). Les églises en style gothique furent érigées aussi bien par les anglicans, les méthodistes congrégationnistes que les baptistes, bien que beaucoup d'entre eux abhorrassent les croyances des créateurs de ce style. Quelques-uns de ces bâtiments étaient très performants : la grandiose église catholique de Cheadle par Augustus Pugin (1812-1852) éclipsant ses équivalents anglicans médiévaux plus modestes. Les églises de l'évêque Blomfield à Londres avaient des formes plus standards : toutes avaient une tour, un chœur, une nef, toutes avec des fenêtres et un portail arqués sur deux appuis.

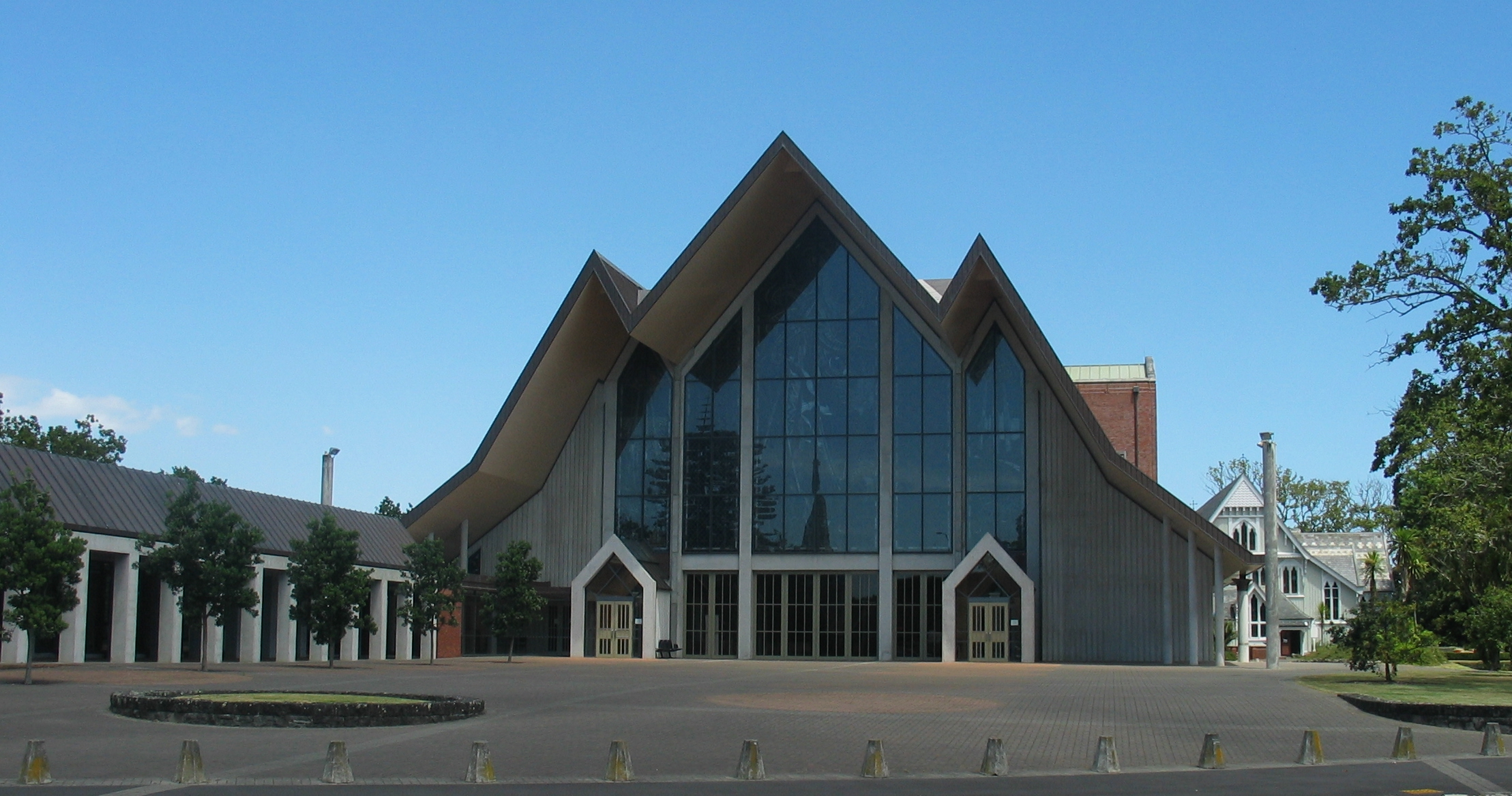
Cathédrale de la Sainte-Trinité, à Parnell près d'Auckland, fin du XXe siècle. Les façades modernes portent des éléments caractéristiques en élévation des vieilles cathédrales gothiques en bois, visibles seulement derrière celle-ci.

En quelques endroits encore le style perdurera en plein XXe siècle.
Le dix-neuvième siècle a vu aussi la reconstruction d'églises médiévales et leur restauration en style supposément purement médiéval. Il faut savoir que depuis cette époque beaucoup d'éléments avaient été ajoutés lors de la Conquête normande et de la Réforme, aussi il fallait s'accorder sur ce que pouvait être la vraie architecture médiévale. Des architectes comme George Gilbert Scott (1811-1878) ont donc remplacé de façon spéculative les fenêtres de style Perpendiculaire par des fenêtres sous arc brisé en lancette, souvent sans vraiment de justification. Les vitraux, supprimés lors de la Réforme, furent redessinés par des artistes victoriens, offrant souvent des scènes bibliques. Les églises, qui étaient progressivement devenues lumineuses, s'assombrirent de nouveau.

## La modernité
Le mouvement liturgique va faire émerger l'idée que les fidèles constituent une assemblée active et qu'en tant que tels ils ne doivent en aucune sorte être tenue à l'écart, sans voir ni participer à l'office. Des plans à un seul simple espace sont pratiquement l'essence de l'église moderne. C'est en France et en Allemagne, lors de l'entre-deux-guerres, que les principales innovations eurent lieu. L'église du Raincy près de Paris par Auguste Perret est reconnue comme le point de départ de ce renouveau, non seulement pour ses plans, mais aussi pour l'utilisation d'un nouveau matériau, le béton armé. Encore plus emblématique fut le Schloß Rothenfels-am-Main en Allemagne qui fut remanié en 1928. Son architecte Rudolf Schwarz influença énormément la construction d'église par la suite, non seulement en Europe, mais aussi aux États-Unis. Schloß Rothenfels était un espace rectangulaire large, avec de solides murs blancs, les profondes fenêtres et un sol en pierre. Il n'y avait aucune décoration. Les seuls meubles consistaient en une centaine de petits cubes noirs mobiles servant de chaises. Pour les cérémonies se dressait un autel autour duquel, sur trois côtés, les croyants suivaient l'office.
Corpus Christi à Aix-la-Chapelle fut la première sa première église paroissiale et répond aux mêmes principes, avec beaucoup de réminiscences du mouvement artistique Bauhaus. Extérieurement c'est un cube ; à l'intérieur les murs sont blancs et les fenêtres sans aucune couleur, avec, se tenant au fond de l'espace, un Langbau, c'est-à-dire une estrade rectangulaire étroite sur laquelle est disposé l'autel. Ce dispositif était fait, selon les propos de Schwarz, pour être moins « christocentré » que « théocentré ». Devant l'autel étaient disposés de simples bancs. Derrière l'autel se trouvait un grand vide blanc dans un mur du fond, symbolisant la région du Dieu invisible. Ce dépouillement se répandit en Suisse où il influença des architectes comme Fritz Metzger ou Dominikus Böhm.
Après la Seconde Guerre mondiale, Metzger continua à développer son idée, notamment avec l'église de Saint-François à Bâle-Richen. Un autre bâtiment notable est la chapelle de Ronchamp par Le Corbusier (1955). Des principes similaires de simplicité et de continuité du style se retrouvent aussi aux États-Unis, en particulier dans l'église de l'abbaye catholique de Saint-Procopius à Lisle près de Chicago (1971).
Un principe théologique qui amena un changement fut le décret Sacrosanctum Concilium du deuxième concile du Vatican en 1963. Celui-ci encourageait une participation active des croyants lors dans la liturgie lors des cérémonies et impliquait que les nouvelles églises devaient être construites dans cette optique (para 124). Subséquemment, les rubriques et les instructions encourageaient l'utilisation d'un autel isolé avec le prêtre faisant face à l'assemblée. L'effet de ces changements se voit par exemple dans la cathédrale de Liverpool et celle de Brasília, toutes deux circulaires avec un autel sur pied.